# Grevskabet Christianssæde
Grevskabet Christianssæde var et dansk grevskab oprettet 25. juli 1729 for Christian Ditlev Reventlow af hovedgårdene Christianssæde, Ålstrup, Skelstofte og Pederstrup samt parcelgården Frihedsminde. Grevskabet blev opløst ved lensafløsningen i 1924.
Indtil ca. 1740 hed det Grevskabet Christiansborg, men måtte vige navnet, da Christiansborg Slot blev opført.